# Hamodactyloides
Hamodactyloides is een geslacht van kreeftachtigen uit de klasse van de Malacostraca (hogere kreeftachtigen).

## Soort
- Hamodactyloides incompletus (Holthuis, 1958)